# In solidum
In solidum è un'espressione latina usata in seno alla Chiesa cattolica per riferirsi a presbiteri che condividano con le stesse attribuzioni e responsabilità la conduzione di una parrocchia.